# 宮崎勇 (军人)
宮崎勇（日语：／ Miyazaki Isamu */?，1919年10月5日—2012年4月10日），日本海軍軍人，战斗机驾驶员。最终军衔是海軍少尉。总击落数在13架以上。